# Eriksdalsbadet

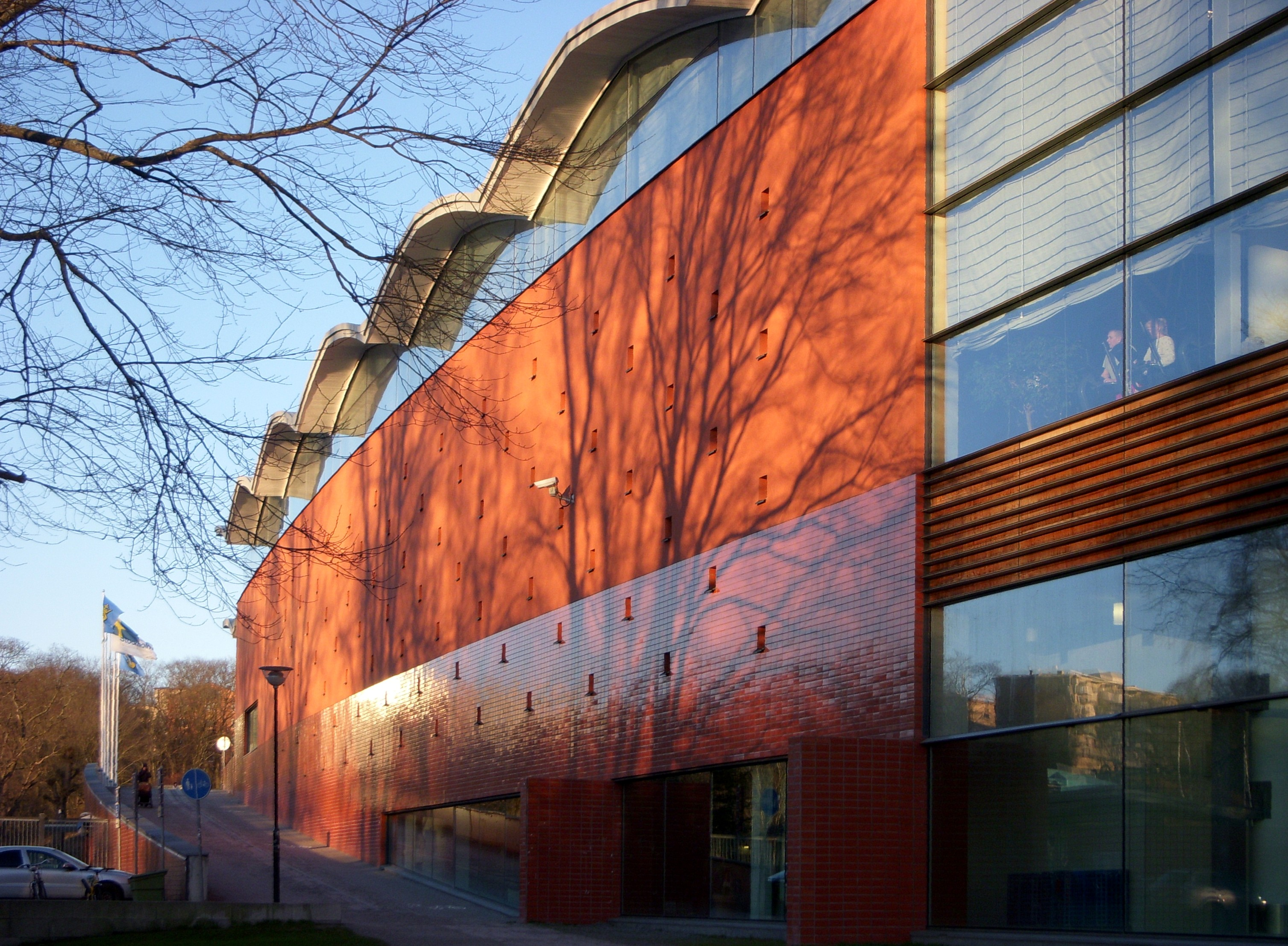
Eriksdalsbadets fasad mot väster, 2008.

Eriksdalsbadet är en kommunal sim- och idrottsanläggning belägen intill Årstaviken vid Eriksdal på Södermalm i centrala Stockholm. Anläggningen består av ett utomhusbad, samt en inomhusanläggning med en 50-metersbana och en 25-metersbana med publikkapacitet på 1 200 respektive 2 700 åskådare. 
På platsen för Eriksdalsbadet fanns tidigare ett vattenledningsverk. 1929 omvandlades det till ett friluftsbad, och 1964 kompletterades badet med en inomhusanläggning. 1999 invigdes det nya inomhusbadet som numera är Sveriges nationalarena för simidrott.

## Första utomhusbadet

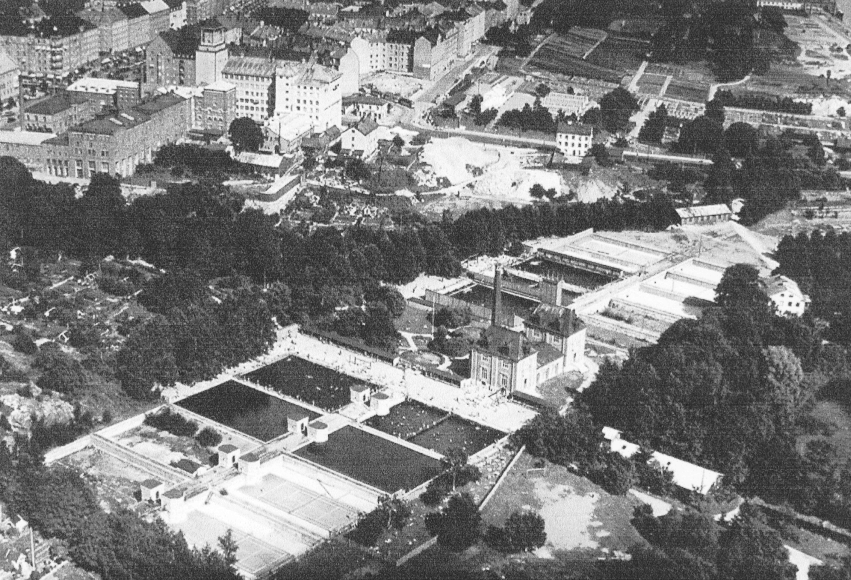
Eriksdalsområdet kring 1930, delar av reningsverket står ännu kvar.

Tidigare låg Stockholm stads vattenledningsverk eller Årstaverket (som egentligen bestod av två vattenverk: Skanstullsverket och Eriksdalsverket) på den nuvarande platsen för badet. Vattenverket lades ned 1919-23.
Beslut togs därefter att bygga ett friluftsbad på platsen. År 1925-26 iordningställde Stockholms stad några av de gamla filterbassängerna från Årstaverket till bassänger. De invigdes som badanläggning i juli 1925. 1929 stod den nya simstadion vid Eriksdal helt färdig. Eriksdalsbadet utarrenderades sedan till SoIK Hellas som även stod för badets skötsel den första tiden. Under 1930-talet var Eriksdalsbadet landets största tävlingsplats för simning sommartid.
Då anläggningen var som störst 1939 bestod den av inte mindre än fem bassänger varav en fungerade som simstadion med 1000 åskådarplatser. Vid denna bassäng (som hade storleken 33,33 × 17,60 meter) fanns även hopptorn med sviktar. Det fanns dock större bassänger vid badet (den största var 36 × 23 meter). Sex av vattenverkets gamla bassänger hade dessutom byggts om till tennisbanor. Samma år hade Stockholms stad planerat för en stor sim-, tennis- och motionsanläggning på Eriksdalsbadets område. Denna sportanläggning, som projekterades kosta tre miljoner, blev dock aldrig uppförd varefter simmästerskapen försvann från Eriksdalsbadet fram till 1962.

## Nya utomhus- och inomhusanläggningar på 1960-talet
De gamla vattenledningsbassängerna och många av byggnaderna från vattenverkets tid försvann då ett nytt utomhusbad byggdes 1962. Det nya friluftsbadet invigdes den 18 juli 1962 och bestod då av en bassäng med standardmåttet 50 x 21 meter, hoppbassäng med hopptorn och en läktare med 2000 sittplatser (vid större evenemang kunde antalet platser dubbleras). Utöver fanns en allmänhetens bassäng (25 x 12,5  meter) och en undervisningsbassäng (12,5 meter). Kostnaden för Eriksdalsbadets nya utomhusanläggning blev 3,8 miljoner.
Badet kompletterades 1964 med ett inomhushusbad efter Gustaf Kaunitz (1911-1997) ritningar. Detta bestod av en 50-meters bassäng med läktare för 500 åskådare, en bassäng på 25 x 12 meter samt en plaskdamm. Utomhusbadets 50-metersbassäng ombyggdes 1968 så att den kunde plastövertäckas och värmas upp för att användas även vintertid. 1974 överbyggdes även hopptornet med ett tält som blev permanent året om.

### Historiska bilder

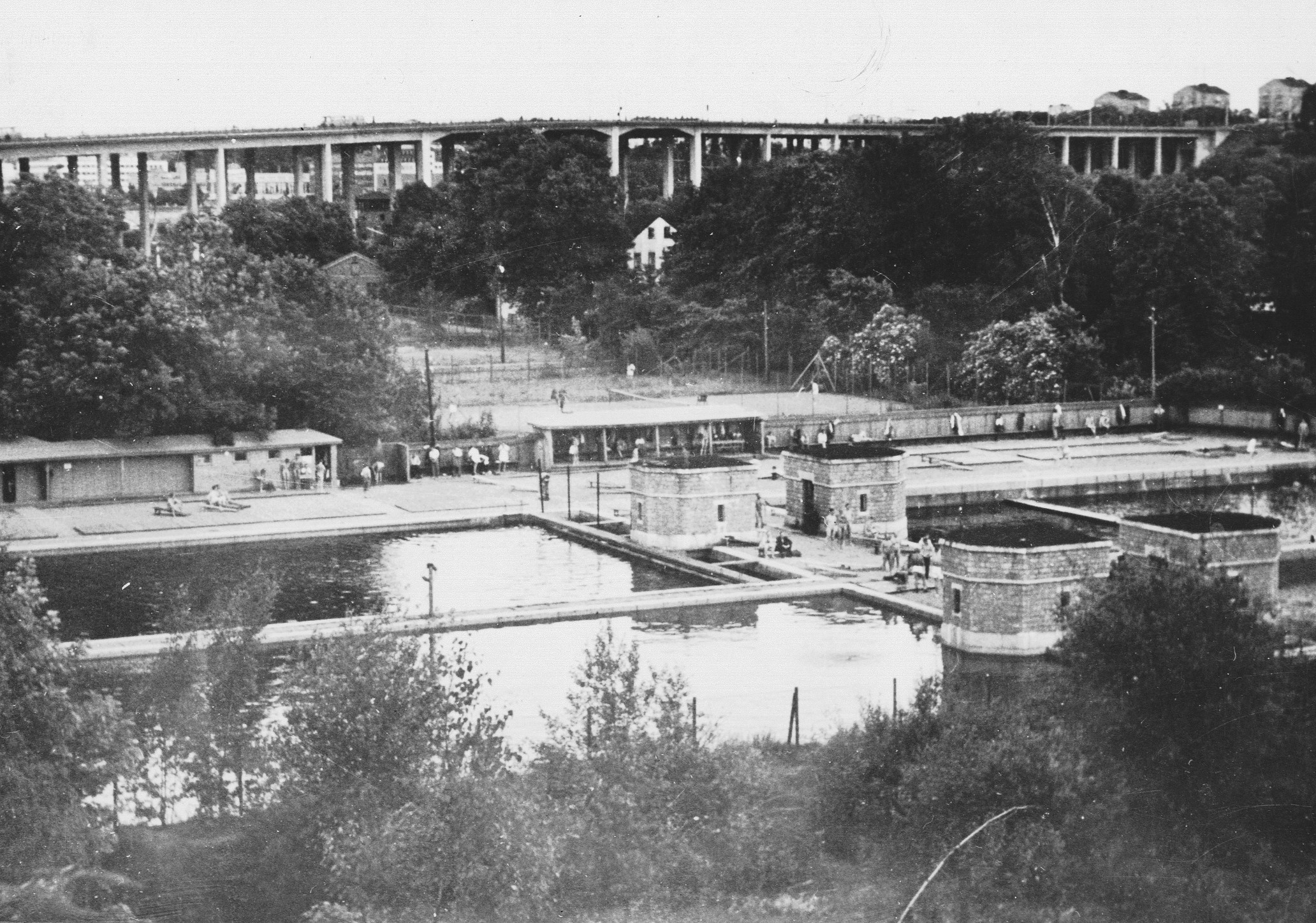
Badet 1951
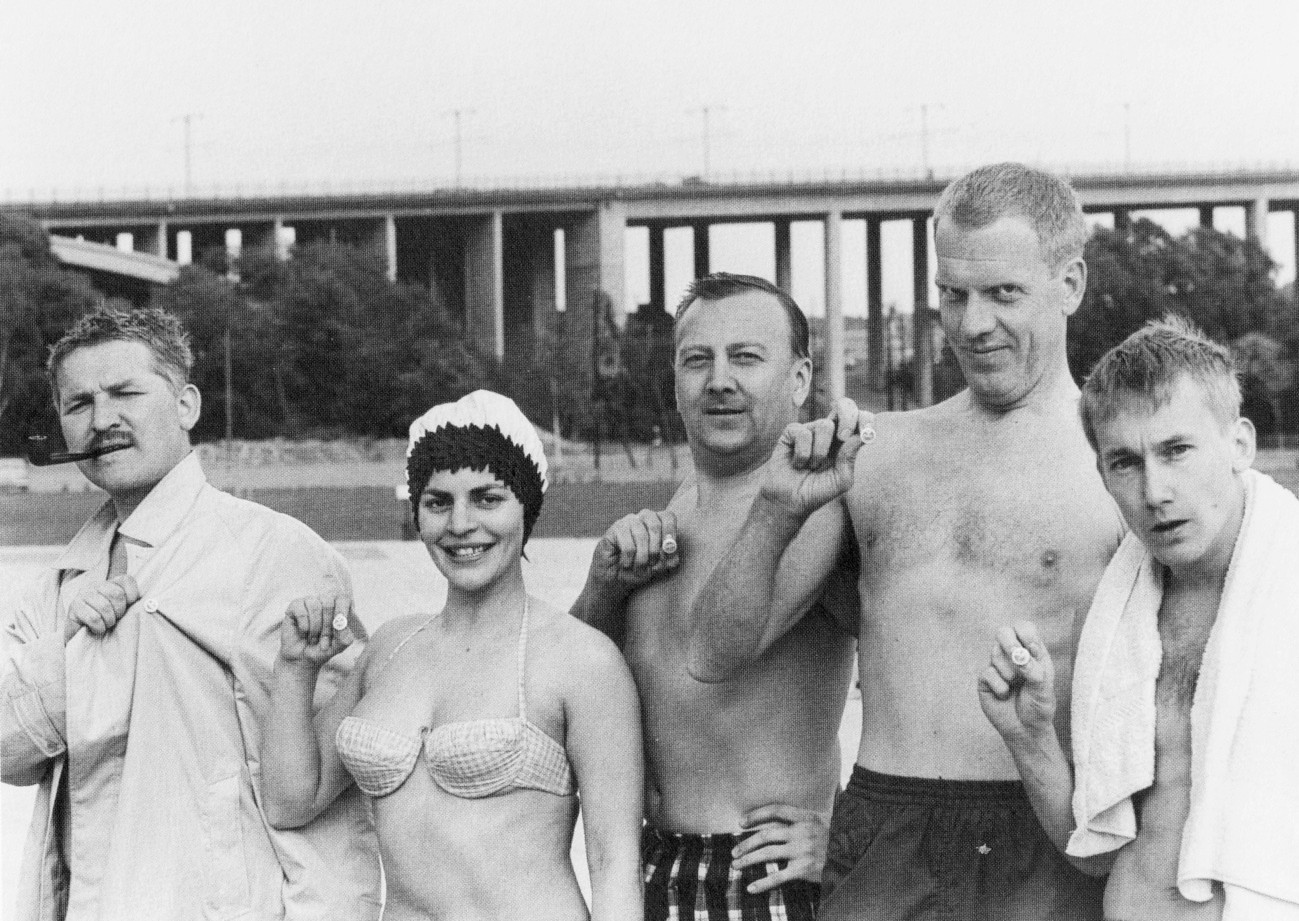
Prominenta badgäster Hasse och Tage & Co, 1962
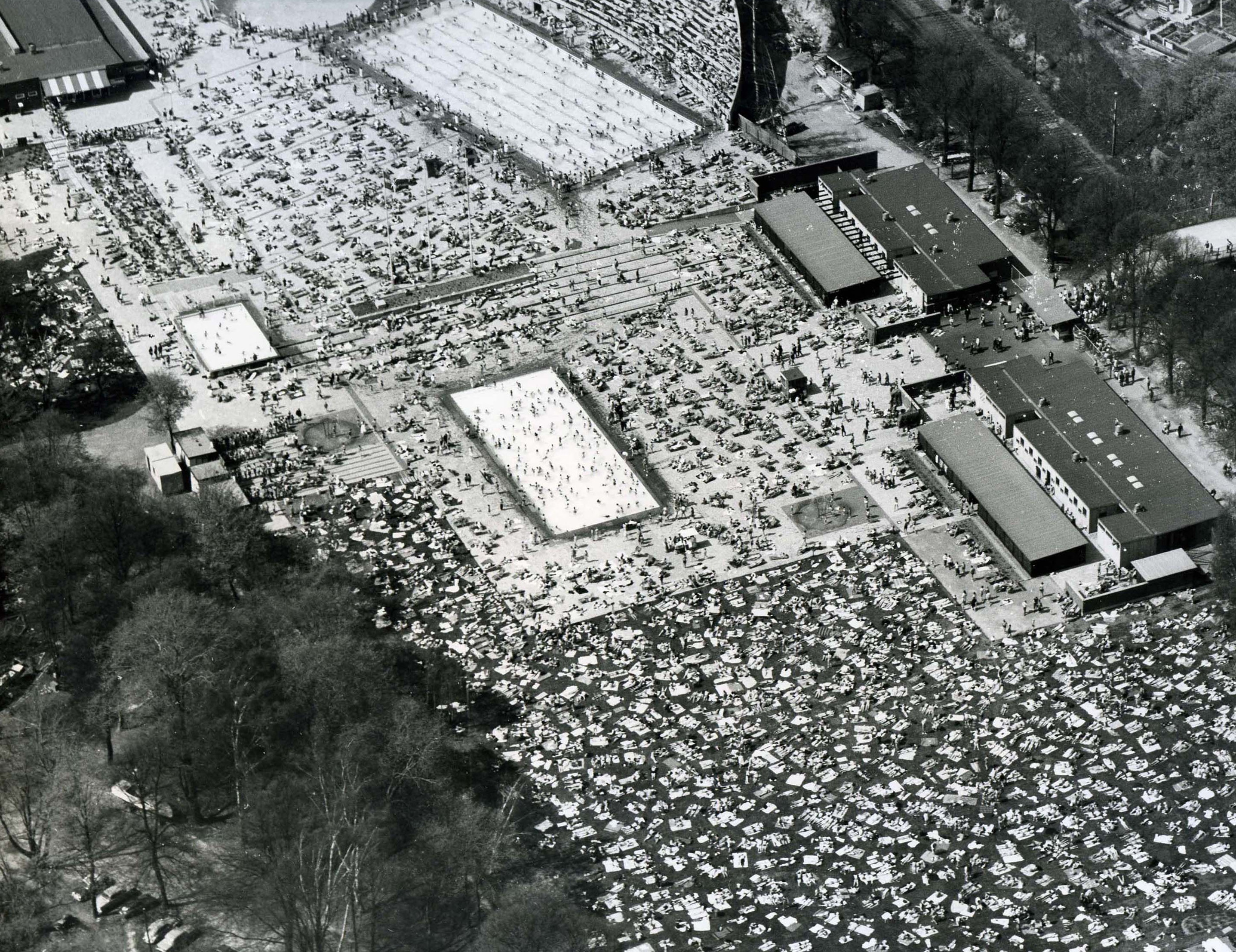
Badet en varm sommardag på 1960-talet
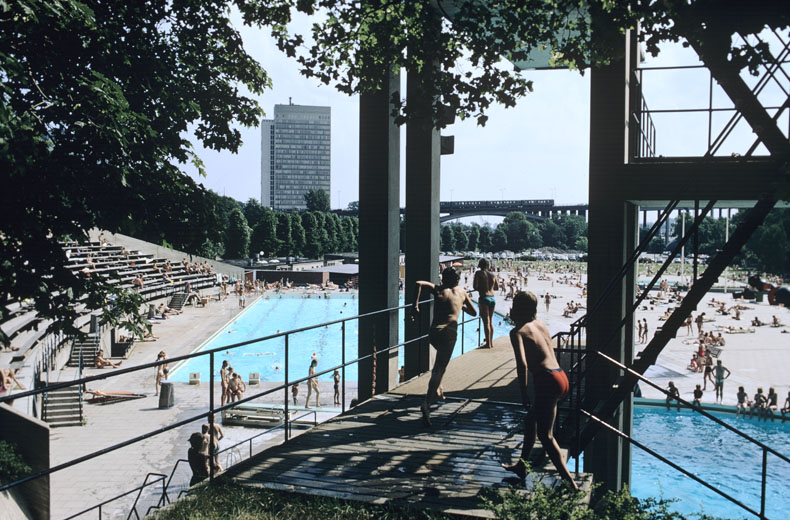
Utomhusanläggningen i början på 1970-talet
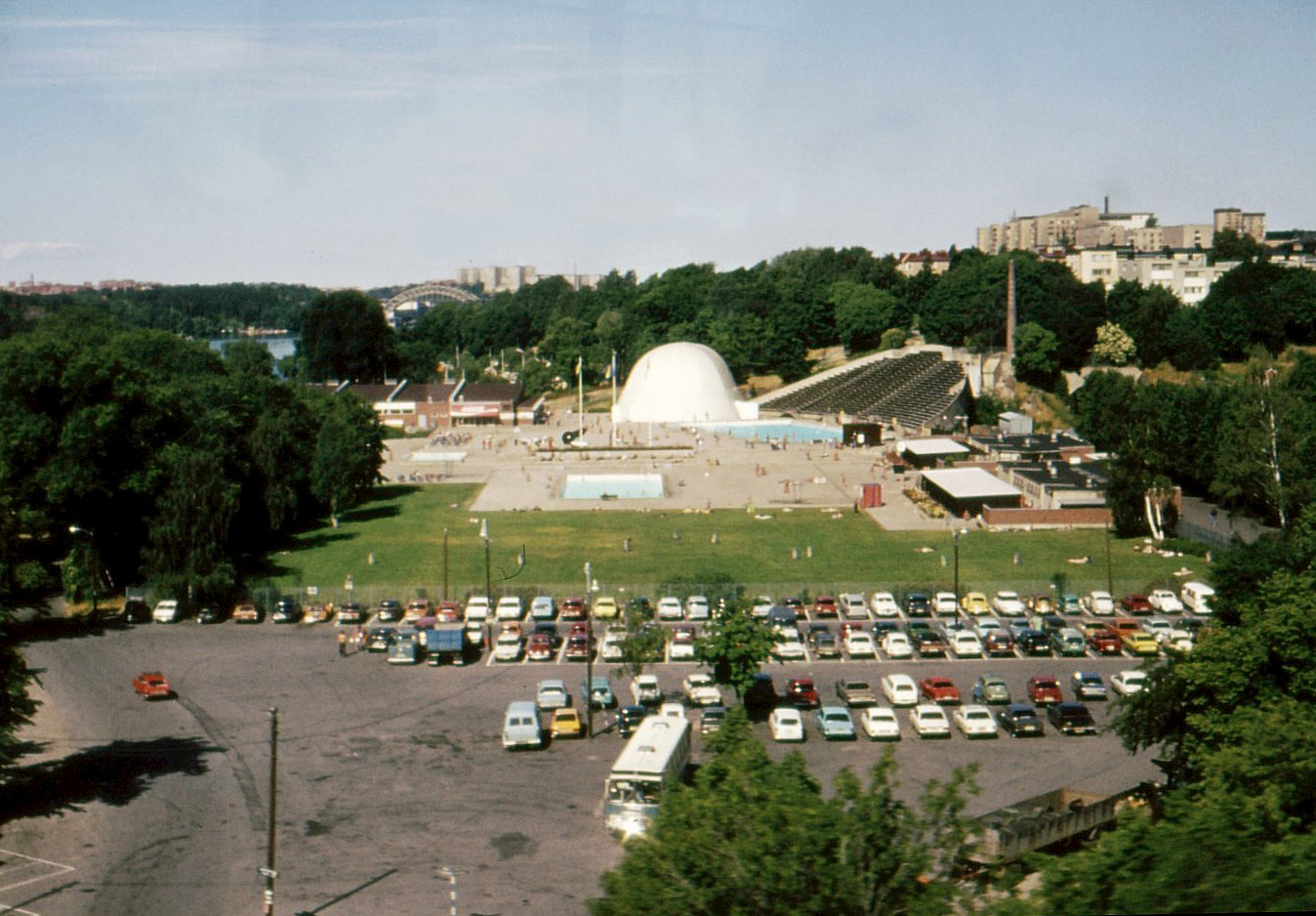
Badet 1975 sett från Skanstullsbron med tält över hoppbassängen

## Nya Eriksdalsbadet

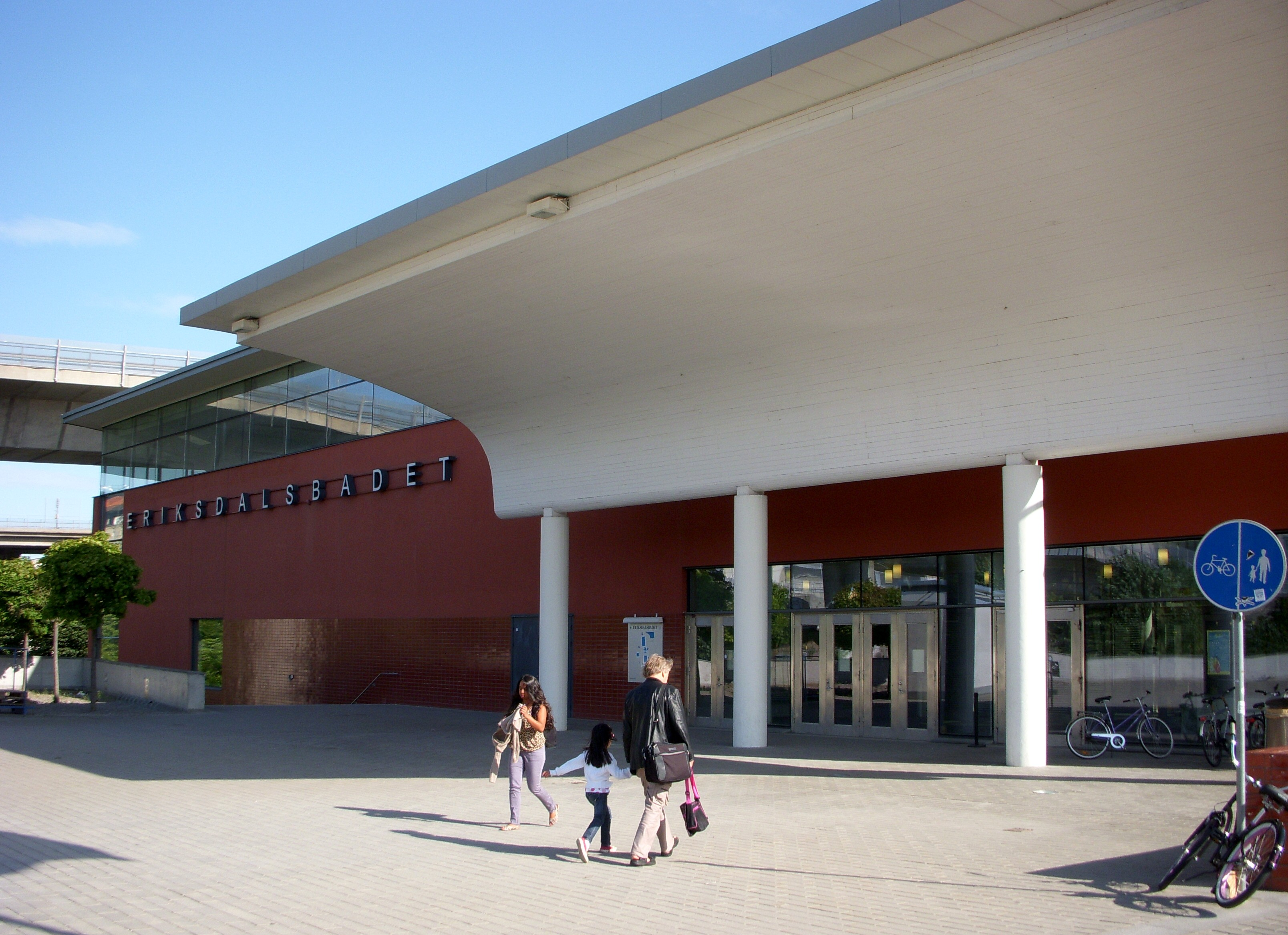
Huvudentrén, 2009.

År 1999 stod det nya inomhusbadet färdigt, byggd efter ritningar av Peter Erséus, Frenning & Sjögren Arkitekter med Björn Thyberger som ansvarig arkitekt och ELU konsult som konstruktör. Kostnad blev 400 miljoner kronor. Bakgrunden till badets tillkomst var planerna för OS i Stockholm 2004 under 1990-talet. Därigenom kunde pengar bli tillgängliga och bygget inleddes våren 1997. Den 11 juni 1999 kunde badet invigas, och i juli samma år hölls den första tävlingen för World Police and Fire Games, som Polismyndigheten i Stockholms län och Stockholms brandförsvar hade delat värdskap för.
Denna anläggning, som fortfarande (2010) är Stockholms största och modernaste bad, har en 50 x 25 meters-bassäng med 1 200 åskådarplatser och en 25 x 37,5 meters-bassäng med hopptorn för 2 700 åskådare. Vidare finns en undervisningsbassäng och hoppbassäng med hopptorn. Till badet hör även ett äventyrsbad med rutschbanor, flera bubbelpooler och möjligheten att simma ut i friska luften. Högre upp i byggnaden, i foajén till läktarplatserna för 25-metersbassängen, finns ett gym.
Efter den nya inomhusanläggningens tillkomst revs den gamla från 1964. Den gamla hoppbassängen togs även ur bruk, och tältet över denna är numera demonterat liksom hopptornet. Själva bassängen är täckt med en träöverbyggnad. Samtidigt renoverades utomhusbadet, vilket medförde att de gamla omklädningsrummen från 60-talet revs (de nya ligger i inomhusbadets byggnad). Utomhusbadets 50-metersbassäng används numera endast sommartid.

### Nutida bilder

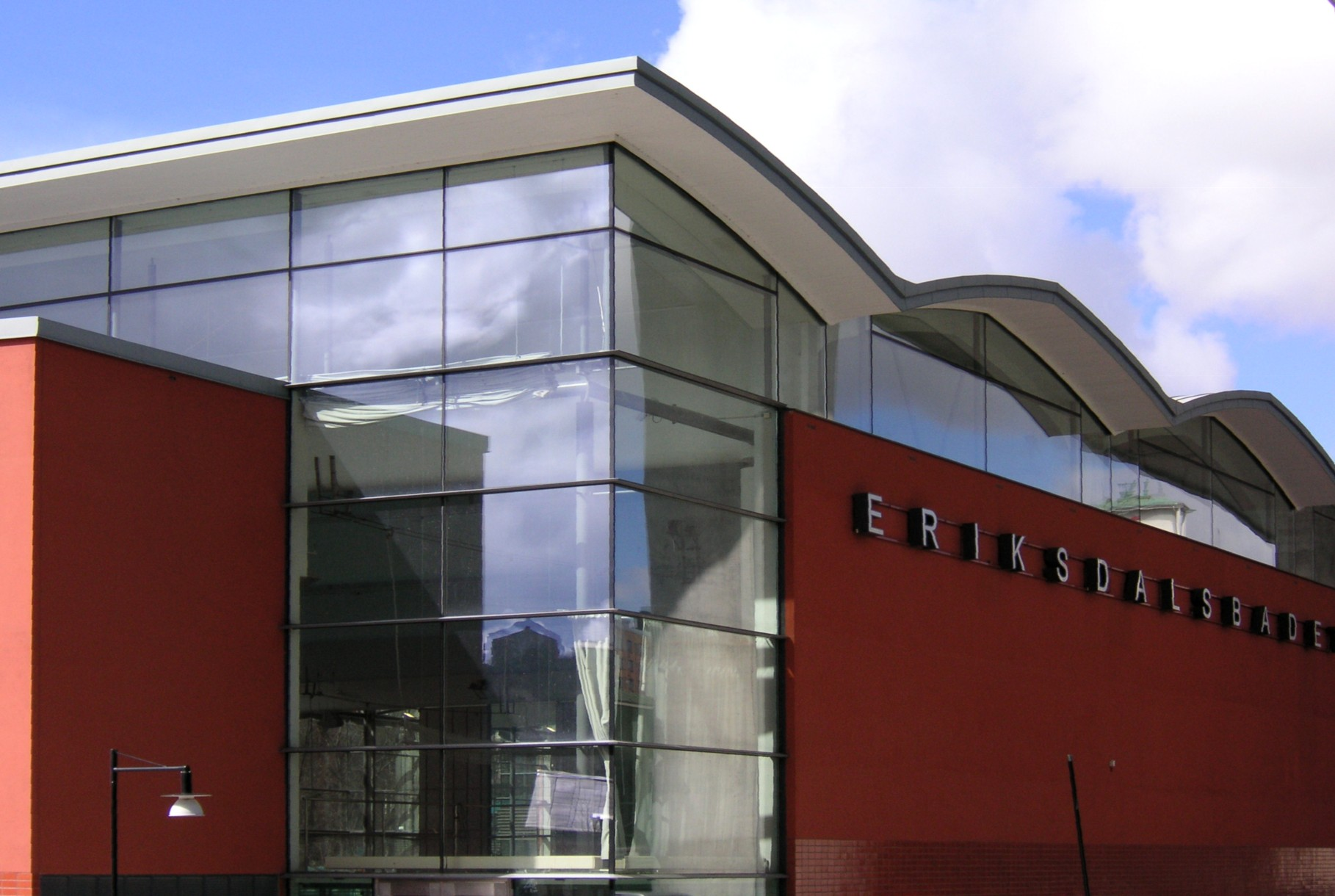
Fasader
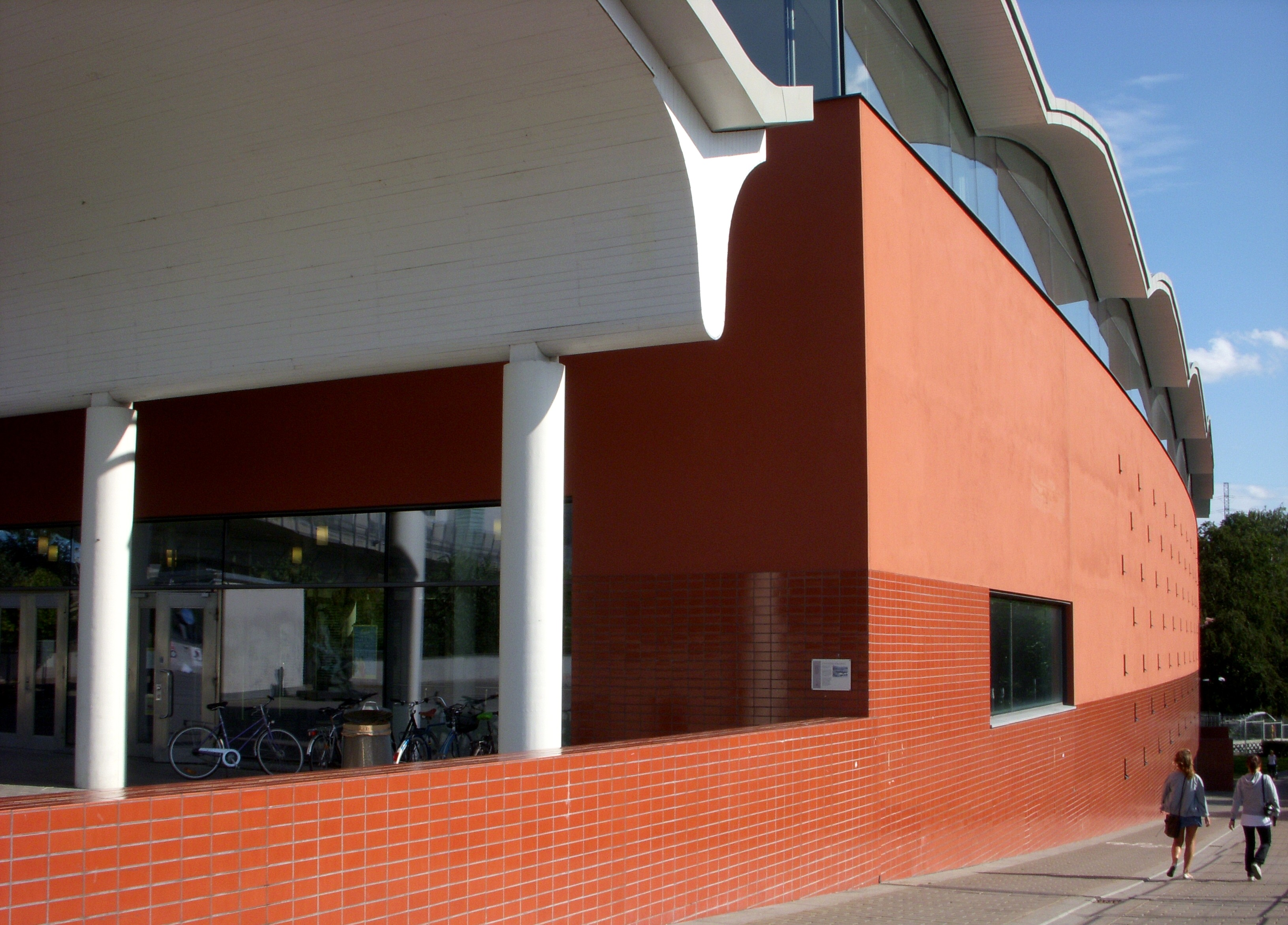
Fasader
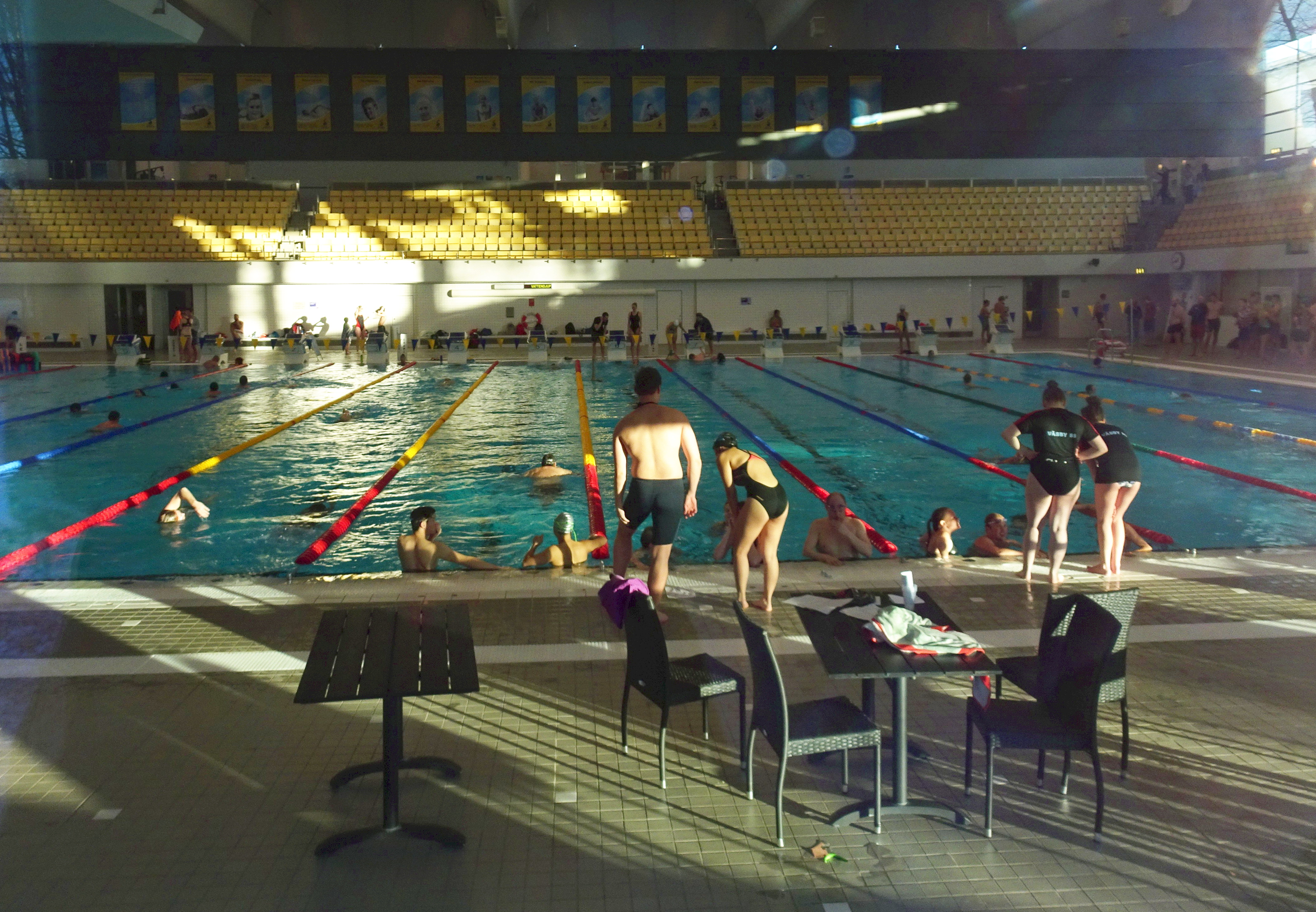
Badets 25 meters bassäng
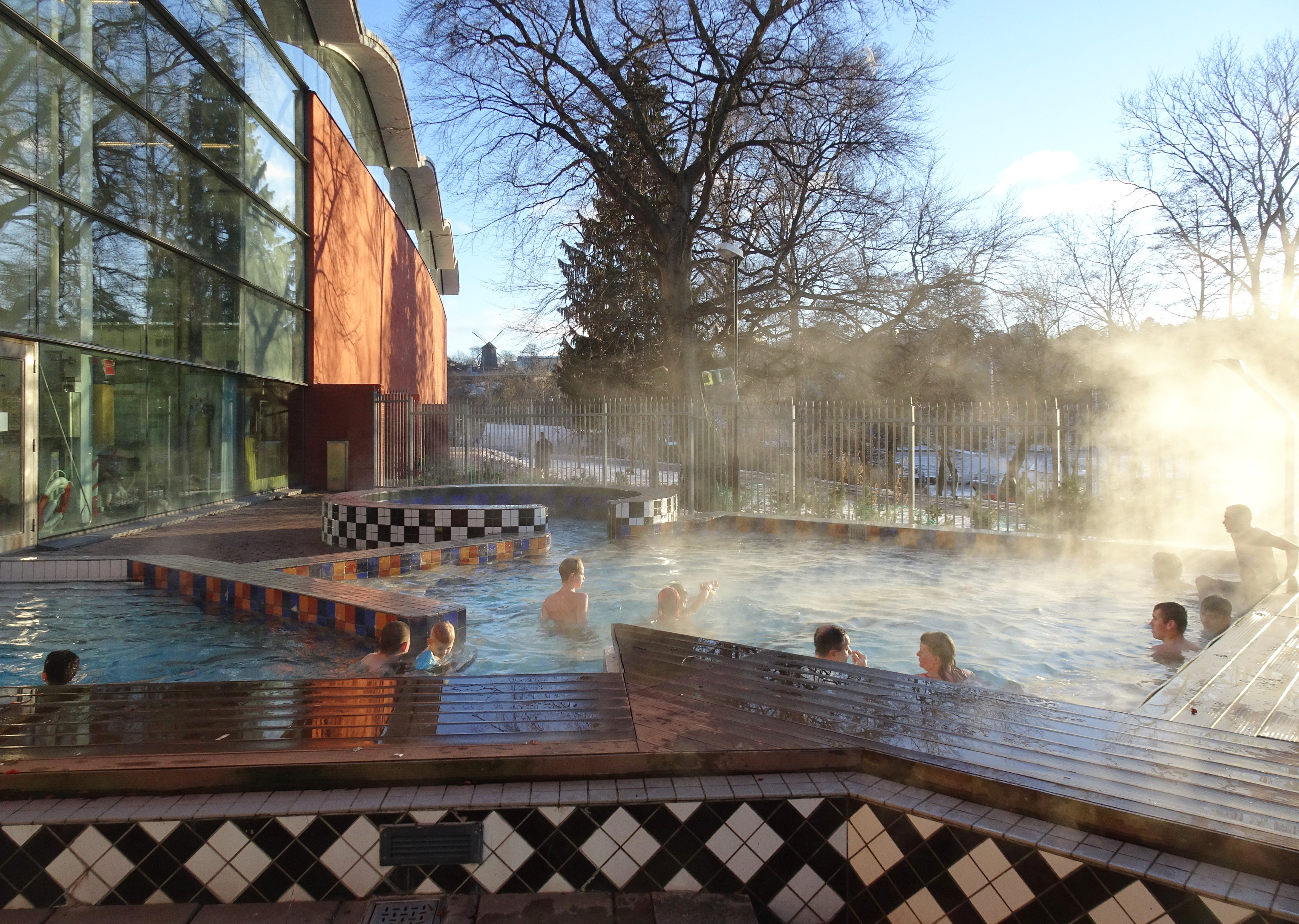
Utomhusbassängen på vintern
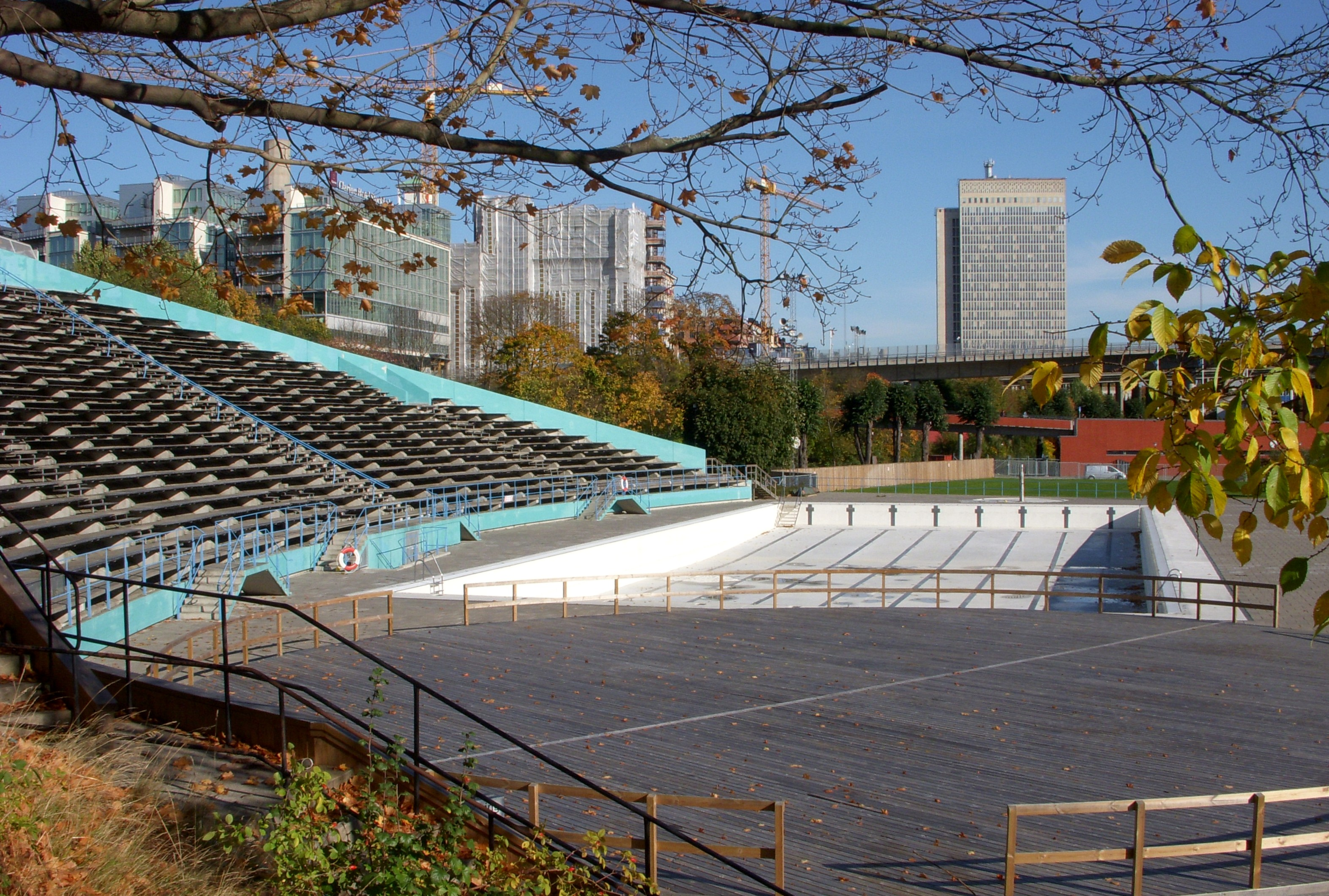
Badets utomhusanläggning